# 上安駅
上安駅（かみやすえき）は、広島県広島市安佐南区上安二丁目にある広島高速交通広島新交通1号線（アストラムライン）の駅である。副駅名は動物公園口。

## 歴史

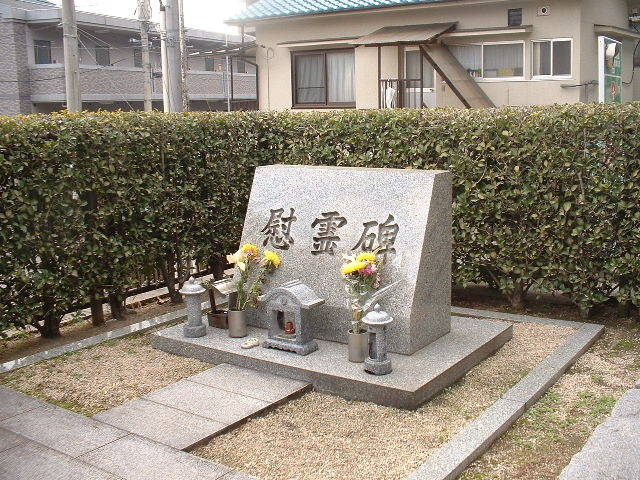
南口付近の道路脇に設けられた広島新交通システム橋桁落下事故の慰霊碑

- 1991年（平成3年）3月14日：建設中の同駅付近で橋桁が落下し、15人が死亡・8人が負傷する大惨事が発生（広島新交通システム橋桁落下事故）[1]。
- 1994年（平成6年）8月20日：開業[1][2]。
- 1999年（平成11年）3月20日：ダイヤ改正で新設された急行列車の停車駅となる[1]。
- 2004年（平成16年）
  - 3月20日：ダイヤ改正で急行列車が廃止[1]。
  - （月日不明）：業務委託駅となる[3]。
- 2009年（平成21年）8月8日：PASPY導入[1]。
- 2015年（平成27年）：構内放送とホームの発車標を新白島駅と同等の物に更新。

## 駅構造
島式ホーム1面2線を有する高架駅。ホームから1フロアー降りたところに券売機・改札がある。ステーションカラーは■紫色。

### のりば
| のりば | 路線              | 方向 | 行先           |
| ------ | ----------------- | ---- | -------------- |
| 1      | ■アストラムライン | 下り | 広域公園前方面 |
| 2      | ■アストラムライン | 上り | 本通方面       |

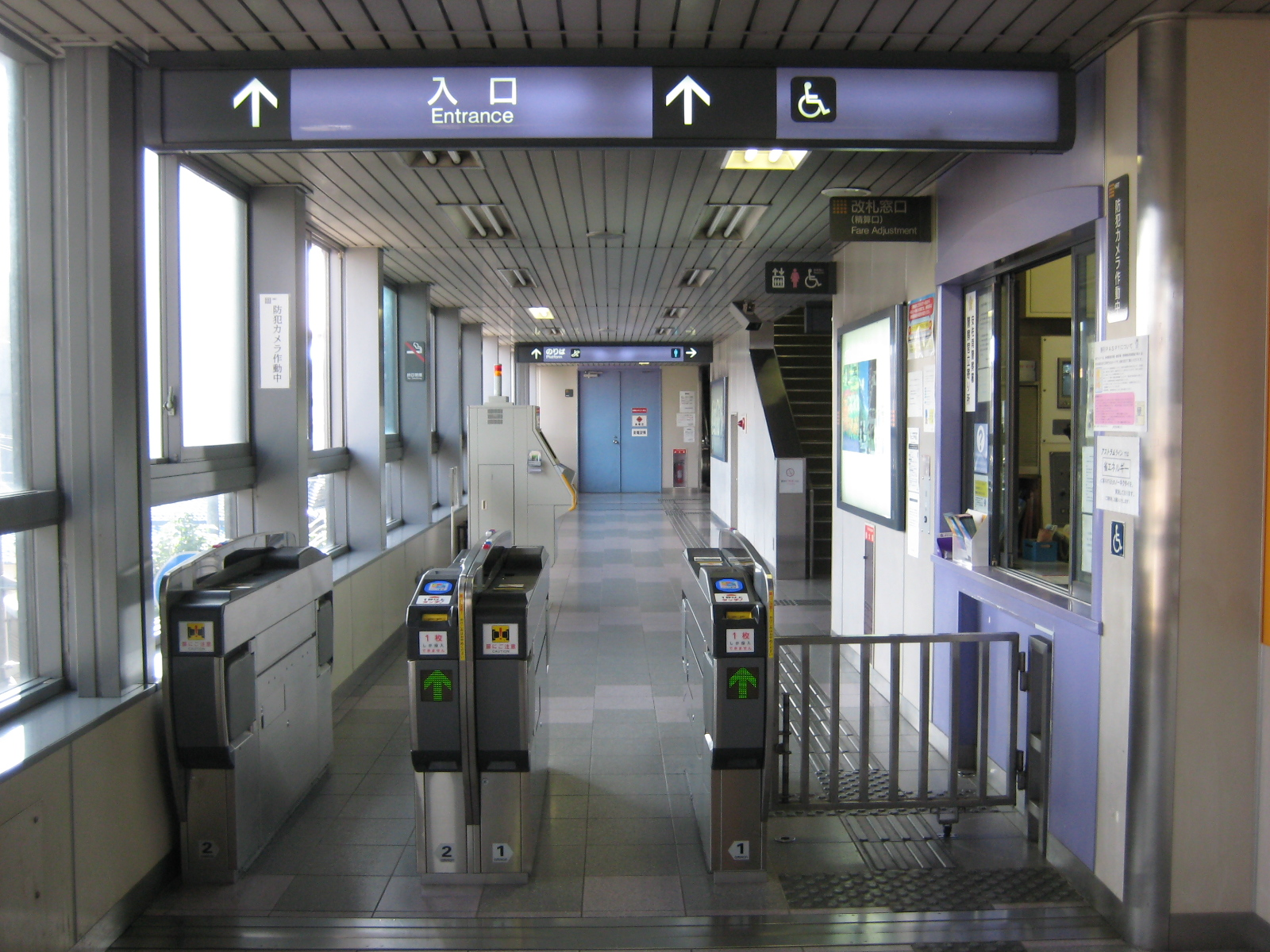
改札口（2009年8月）
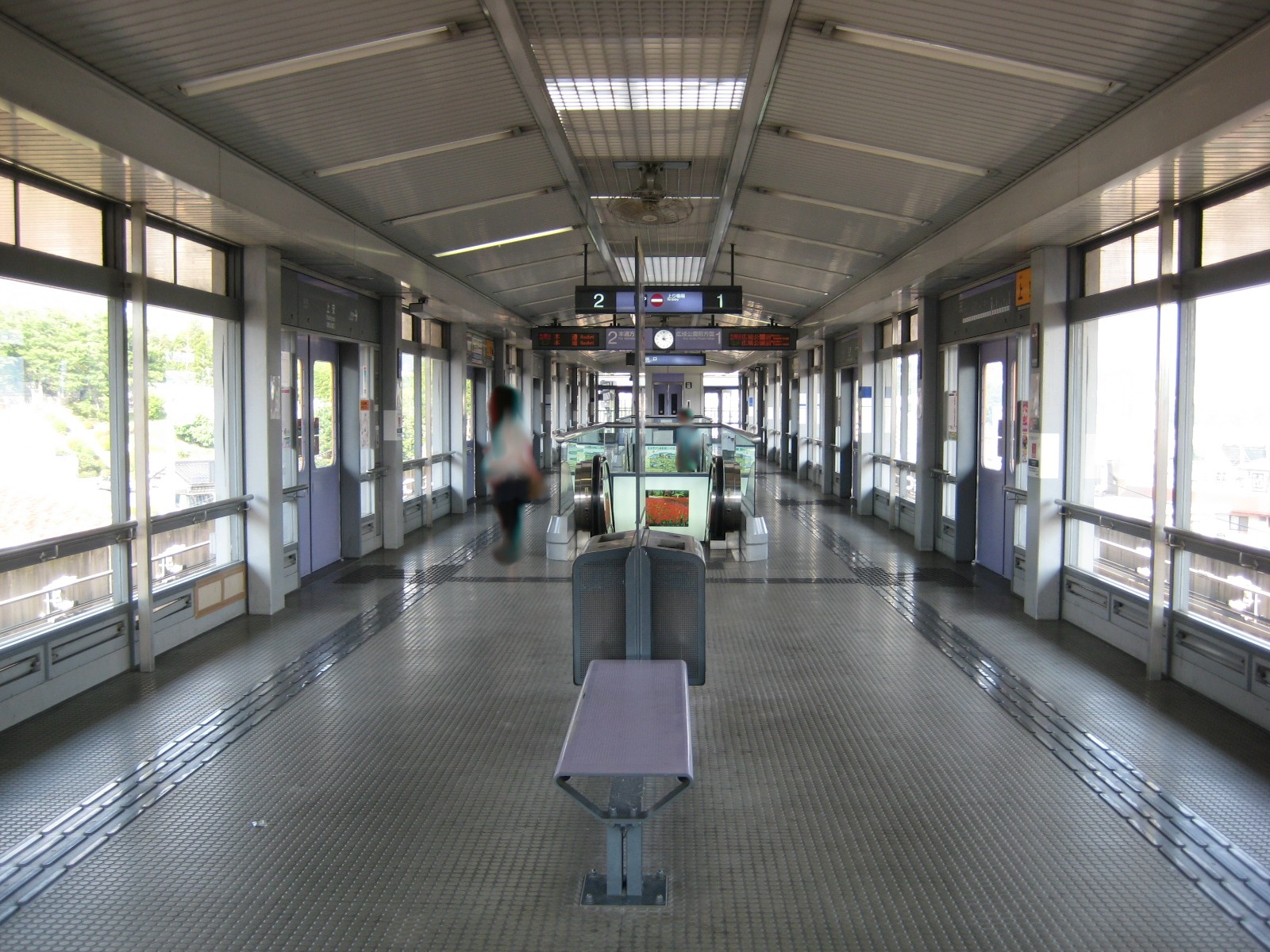
ホーム（2009年8月）

## 利用状況
以下の情報は、広島市統計書に基づいたデータである。アストラムラインでは「1年毎乗車総数」と「1年毎降車総数」の情報を公開している。1日平均乗車人員データは、年度毎の乗車総数を365（閏年は366）で割った値を小数点2位を丸めて小数点1位の値にした物である。アストラムラインのデータは1,000で丸めて提供されているので、1年毎ではプラスマイナス500の誤差があり、1日当たりでは1.4人程度の誤差が発生する。
| 年度               | 1日平均 乗車人員 | 1年毎 乗車総数 | 1年毎 降車総数 |
| ------------------ | ---------------- | -------------- | -------------- |
| 1995年（平成07年） | 2,688.5          | 984,000        | 1,041,000      |
| 1996年（平成08年） | 2,863.0          | 1,045,000      | 1,091,000      |
| 1997年（平成09年） | 2,887.7          | 1,054,000      | 1,103,000      |
| 1998年（平成10年） | 2,874.0          | 1,049,000      | 1,095,000      |
| 1999年（平成11年） | 2,972.7          | 1,088,000      | 1,126,000      |
| 2000年（平成12年） | 2,849.3          | 1,040,000      | 1,084,000      |
| 2001年（平成13年） | 2,728.8          | 996,000        | 1,046,000      |
| 2002年（平成14年） | 2,378.1          | 868,000        | 907,000        |
| 2003年（平成15年） | 2,254.1          | 825,000        | 859,000        |
| 2004年（平成16年） | 2,172.6          | 793,000        | 830,000        |
| 2005年（平成17年） | 2,219.2          | 810,000        | 844,000        |
| 2006年（平成18年） | 2,211.0          | 807,000        | 857,000        |
| 2007年（平成19年） | 2,221.3          | 813,000        | 864,000        |
| 2008年（平成20年） | 2,241.1          | 818,000        | 871,000        |
| 2009年（平成21年） | 2,191.8          | 800,000        | 855,000        |
| 2010年（平成22年） | 2,189.0          | 799,000        | 862,000        |
| 2011年（平成23年） | 2,188.5          | 801,000        | 869,000        |
| 2012年（平成24年） | 2,169.9          | 792,000        | 854,000        |
| 2013年（平成25年） | 2,180.8          | 796,000        | 861,000        |
| 2014年（平成26年） | 2,175.3          | 794,000        | 843,000        |
| 2015年（平成27年） | 2,267.8          | 830,000        | 873,000        |
| 2016年（平成28年） | 2,356.2          | 860,000        | 900,000        |
| 2017年（平成29年） | 2,408.2          | 879,000        | 914,000        |
| 2018年（平成30年） | 2,402.7          | 877,000        | 905,000        |
| 2019年（令和元年） | 2,388.0          | 874,000        | 898,000        |
| 2020年（令和02年） | 1,871.2          | 683,000        | 707,000        |
| 2021年（令和03年） | 1,926.0          | 703,000        | 721,000        |
| 2022年（令和04年） | 2,076.7          | 758,000        | 770,000        |

## 駅周辺
- 上安バスターミナル
  - ATM（安佐南郵便局・広島銀行・もみじ銀行・広島信用金庫・広島市信用組合）
  - 広島市立まんが図書館あさ閲覧室
- 橋桁落下事故慰霊碑
- フタバ図書GIGA上安店
- 広島市立安小学校
- 広島上安郵便局
- 広島銀行安支店
- 広島信用金庫安支店
- 広島市信用組合安支店
- 広島県道38号広島豊平線
- 広島県道268号勝木安古市線
- 広島市安佐動物公園（バスへ乗り換え）

### バス路線
- 広電バス[5]
  - 4番のりば　安佐動物公園・あさひが丘方面
  - 65-3 広島バスセンター→横川駅→高速4号線→市立大学→三菱団地→上安駅→安佐動物公園→あさひが丘行き（平日のみ運行）
  - 70-3 広島バスセンター→紙屋町（エディオン新館前）→十日市→横川駅前→大芝町→西原→祇園出張所前→下古市→上大町→下小峠→相田→安小学校前→上安駅→安佐動物公園→あさひが丘行き
  - 2番のりば　沼田高校・広島バスセンター・八丁堀方面
  - 70H あさひが丘→安佐動物公園→上安駅→安小学校前→相田→下小峠→上大町→下古市→祇園出張所前→西原→大芝町→横川駅前→十日市→紙屋町（ひろしまゲートパークプラザ前）→八丁堀（白島通り）
  - 70H 沼田高校→下向→長楽寺駅→高取駅→上安駅→安小学校前→相田→下小峠→上大町→下古市→祇園出張所前→西原→大芝町→横川駅前→十日市→紙屋町（ひろしまゲートパークプラザ前）→八丁堀（白島通り）（平日のみ運行）
  - 65 あさひが丘→安佐動物公園→上安駅→三菱団地→市立大学→高速4号線→横川駅前→広島バスセンター（平日のみ運行）
  - 70-3 広島バスセンター→紙屋町（エディオン新館前）→十日市→横川駅前→大芝町→西原→祇園出張所前→下古市→上大町→下小峠→相田→安小学校前→上安駅→高取駅→長楽寺駅→下向→沼田高校（平日のみ運行）
  - 70-3 あさひが丘→安佐動物公園→上安駅→高取駅→長楽寺駅→下向→沼田高校（平日のみ運行、土休日登校日は1便のみ運行する場合あり）
- フォーブル[6]
  - 2番のりば　沼田高校行き
  - サンハイツ→上安駅→上安→高取→長楽寺→下向→沼田高校（平日のみ運行、土休日に登校日であれば運行）
  - 3番のりば　武田山団地・あさおか台・東亜ハイツ・第一高取団地・第二高取団地・向ケ丘団地・ふじが丘団地・瀬戸内ハイツ・平和台方面
  - 92-1 上安駅→東亜ハイツ行き（東亜ハイツ線）
  - 92-3 上安駅→上安→高取駅→平和台入口→安西小学校→安西高校→安西中学校→平和台上
  - 92-5 上安駅→高取駅→長楽寺駅→ふじが丘団地→瀬戸内ハイツ行き
  - 92-6 上安駅→高取駅→第一高取団地→第二高取団地行き
  - 92-7 上安駅→上安→高取→長楽寺駅→ふじが丘団地→瀬戸内ハイツ行き
  - 92-8 上安駅→上安→高取→第一高取団地→第二高取団地行き
  - 92-9 上安駅→高取駅→向ケ丘団地→第一高取団地→第二高取団地行き
  - 92-12 上安駅→安小学校前→武田山団地→あさおか台行き
  - 4番のりば　安佐動物公園・後山農協・あさひが丘・飯室（安佐営業所）方面（飯室線のみ）
  - 92-4 上安駅→安佐動物公園→後山農協→あさひが丘団地→飯室（安佐営業所）行き
  - 92-14 上安駅→安佐動物公園→後山農協→あさひが丘団地
  - 5番のりば　サンハイツ・大町駅方面（サンハイツ線のみ）
  - 92-2 上安駅→サンハイツ
  - 90-5 大町駅→下小峠→相田→安小学校前→上安駅→サンハイツ
  - 90-6 沼田高校→下向→長楽寺→高取→上安→上安駅→サンハイツ（平日のみ運行）
  - 90 サンハイツ→上安駅→安小学校前→下小峠→大町駅

## 隣の駅
広島高速交通
■広島新交通1号線（アストラムライン）
安東駅 - 上安駅 - 高取駅